# David Petrie
Sir David Petrie (ur. 1879, zm. 1961) – Dyrektor Generalny brytyjskiej Służby Bezpieczeństwa (Secret Service - MI5) w latach 1940–1946.
Ze stanowiska szefa Służby Bezpieczeństwa odszedł na emeryturę w 1946, zmarł w Wielkiej Brytanii w 1961 w wieku 82 lat.